# Reigoso (Montalegre)
Reigoso is een plaats (freguesia) in de Portugese gemeente Montalegre en telt 200 inwoners (2001).